# Anastasia di Hohenzollern
Anastasia di Hohenzollern (Ansbach, 14 marzo 1478 – Ilmenau, 4 luglio 1534) è stata una principessa tedesca, e divenne per matrimonio Contessa di Hennenberger.

## Biografia
Anastasia era la più giovane figlia dell'Elettore di Brandeburgo Alberto Achille (1414-1486) e della sua seconda moglie Anna (1436-1512), figlia del Principe Elettore Federico di Sassonia.
Sposò il 16 febbraio 1500 a Neustadt an der Aisch, il Conte Guglielmo IV di Henneberg-Schleusingen (1478-1559). Già sua sorella Elisabetta aveva sposato un conte Henneberger, nove anni prima. I costi del matrimonio di corte di Guglielmo superarono ampiamente le rendite del suo dominio.
Anastasia e Guglielmo vissero in maniera molto pio, intraprendendo pellegrinaggi, sostenendo monasteri e spendendo acquisito ingenti somme di denaro per l'acquisto d'indulgenze. Il Duca Alberto di Prussia, che manteneva strette relazioni con le corti dei suoi parenti, una volta che Anastasia si rivolse a lui per sfamare i suoi numerosi figli le disse scherzando che se avesse dovuto sposare un'altra figlia, avrebbe provveduto a procurarle un re come sposo. La sua unica figlia nubile a quel tempo era Margherita, che viveva come suora in un convento. Ella abbandonò l'abito religioso, ma dovette aspettare altri cinque anni prima che il duca Alberto scegliesse un marito che, contrariamente alla promessa fatta, fu un Conte, non un re.
Anastasia fu sepolta nella Chiesa parrocchiale di Schleusingen. Il suo epitaffio fu realizzato dallo scultore di Innsbruck Siegmund Buchlinger.

## Discendenza
- Guglielmo (1500–1503)
- Anna (*/† 1502)
- Giovanni IV (1503–1541), Principe Abate dell'Abbazia di Fulda
- una figlia (1505–1506)
- Wolfgang II. (1507–1537)
- Margherita (1508–1546), sposò nel 1534 il Conte Giovanni di Sayn-Wittgenstein († 1560)
- Caterina (1509–1567), detta la Magnanima, sposò nel 1524 il COnte Enrico XXXII di Schwarzburg (1499–1538)
- Cristoforo (1510-1548), Conte di Henneberg
- Giorgio Ernesto (1511–1574), Conte di Henneberg, sposò nel 1543 la Principessa Elisabetta di Braunschweig-Calenberg († 1566), e nel 1568 la Principessa Elisabetta di Württemberg (1548–1592)
- Dorotea (*/† 1512)
- Poppo XII (1513–1570), Conte di Henneberg, sposò nel 1546 la Principessa Elisabetta di Brandeburgo (1510–1588)
- Walpurga (1516–1570) sposò il Conte Wolfgang von Hohenlohe († 1546) e, nel 1548, il Conte Carlo von Gleichen († 1599)

## Ascendenza
|                                |                        |                                | Genitori                     |  |  | Nonni |  |  | Bisnonni                 |  |  | Trisnonni                 |  |
|                                |                        |                                |                              |  |  |       |  |  | Federico V di Norimberga |  |  | Giovanni II di Norimberga |  |
|                                |                        |                                |                              |  |  |       |  |  | Federico V di Norimberga |  |  | Giovanni II di Norimberga |  |
|                                |                        | Elisabetta di Henneberg        |                              |  |  |       |  |  | Federico V di Norimberga |  |  |                           |  |
| Federico I di Brandeburgo      |                        |                                |                              |  |  |       |  |  | Federico V di Norimberga |  |  |                           |  |
|                                |                        | Elisabetta di Meißen           | Federico II di Meißen        |  |  |       |  |  |                          |  |  |                           |  |
|                                |                        | Elisabetta di Meißen           | Federico II di Meißen        |  |  |       |  |  |                          |  |  |                           |  |
|                                |                        | Elisabetta di Meißen           | Matilde di Baviera           |  |  |       |  |  |                          |  |  |                           |  |
| Alberto III di Brandeburgo     |                        | Elisabetta di Meißen           |                              |  |  |       |  |  |                          |  |  |                           |  |
|                                |                        | Federico di Baviera-Landshut   | Stefano II di Baviera        |  |  |       |  |  |                          |  |  |                           |  |
|                                |                        | Federico di Baviera-Landshut   | Stefano II di Baviera        |  |  |       |  |  |                          |  |  |                           |  |
|                                |                        | Federico di Baviera-Landshut   | Isabella d'Aragona           |  |  |       |  |  |                          |  |  |                           |  |
| Elisabetta di Baviera-Landshut |                        | Federico di Baviera-Landshut   |                              |  |  |       |  |  |                          |  |  |                           |  |
|                                |                        | Maddalena Visconti             | Bernabò Visconti             |  |  |       |  |  |                          |  |  |                           |  |
|                                |                        | Maddalena Visconti             | Bernabò Visconti             |  |  |       |  |  |                          |  |  |                           |  |
|                                |                        | Maddalena Visconti             | Beatrice Regina della Scala  |  |  |       |  |  |                          |  |  |                           |  |
| Anastasia di Hohenzollern      |                        | Maddalena Visconti             |                              |  |  |       |  |  |                          |  |  |                           |  |
|                                | Federico I di Sassonia | Federico III di Meißen         |                              |  |  |       |  |  |                          |  |  |                           |  |
|                                | Federico I di Sassonia | Federico III di Meißen         |                              |  |  |       |  |  |                          |  |  |                           |  |
|                                | Federico I di Sassonia | Caterina di Henneberg          |                              |  |  |       |  |  |                          |  |  |                           |  |
| Federico II di Sassonia        | Federico I di Sassonia |                                |                              |  |  |       |  |  |                          |  |  |                           |  |
|                                |                        | Caterina di Brunswick-Lüneburg | Enrico di Brunswick-Lüneburg |  |  |       |  |  |                          |  |  |                           |  |
|                                |                        | Caterina di Brunswick-Lüneburg | Enrico di Brunswick-Lüneburg |  |  |       |  |  |                          |  |  |                           |  |
|                                |                        | Caterina di Brunswick-Lüneburg | Sofia di Pomerania           |  |  |       |  |  |                          |  |  |                           |  |
| Anna di Sassonia               |                        | Caterina di Brunswick-Lüneburg |                              |  |  |       |  |  |                          |  |  |                           |  |
|                                |                        | Ernesto I d'Asburgo            | Leopoldo III d'Asburgo       |  |  |       |  |  |                          |  |  |                           |  |
|                                |                        | Ernesto I d'Asburgo            | Leopoldo III d'Asburgo       |  |  |       |  |  |                          |  |  |                           |  |
|                                |                        | Ernesto I d'Asburgo            | Verde Visconti               |  |  |       |  |  |                          |  |  |                           |  |
| Margherita d'Austria           |                        | Ernesto I d'Asburgo            |                              |  |  |       |  |  |                          |  |  |                           |  |
|                                |                        | Cimburga di Masovia            | Siemowit IV di Masovia       |  |  |       |  |  |                          |  |  |                           |  |
|                                |                        | Cimburga di Masovia            | Siemowit IV di Masovia       |  |  |       |  |  |                          |  |  |                           |  |
|                                |                        | Cimburga di Masovia            | Alessandra di Lituania       |  |  |       |  |  |                          |  |  |                           |  |
|                                |                        | Cimburga di Masovia            |                              |  |  |       |  |  |                          |  |  |                           |  |